# سيلفيا أبراهام
سيلفيا أبراهام (بالمجرية: Ábrahám Szilvia)‏ مواليد 1 أغسطس 1983 في بودابست، هي لاعبة كرة يد مجرية. مثلت منتخب المجر لكرة اليد للسيدات.

## سجل المنافسة
شاركت في البطولات التالية:
- بطولة أوروبا لكرة اليد للسيدات 2010